# الشقيقات (رواية)
الشقيقات هي إحدى روايات الروائية الأمريكية دانيال ستيل (بالإنجليزية Sisters) وهي من الروايات الرومانسية.

## نبذة قصيرة
تدور أحداث الرواية حول اربع شقيقات يعشن حياة متميزة وتشق كل منهن طريقها بنجاح يتجمعن جميعا في بيت واحد لمواساة بعضهن ومواساة والدهن إثر حادث أليم يتسبب في مقتل الأم وفقدان إحداهن بصرها، ويفاجئهن والدهن بخبر زواجه الأمر الذي يعطيهن إحساسا بتفرق شمل العائلة بعد هذا القرار إلا أنهن يتمسكن بترابط العائلة للأبد.